# Clelea
Clelea är ett släkte av fjärilar. Clelea ingår i familjen bastardsvärmare.

## Dottertaxa tillClelea, i alfabetisk ordning[1]
- Clelea albicilia
- Clelea albomacula
- Clelea amboinensis
- Clelea aurulenta
- Clelea bella
- Clelea chala
- Clelea cyanescens
- Clelea cyanicornis
- Clelea discriminis
- Clelea esakii
- Clelea exiguitata
- Clelea explorata
- Clelea formosana
- Clelea fumosa
- Clelea fusca
- Clelea guttigera
- Clelea impellucida
- Clelea melli
- Clelea metacyanea
- Clelea microphaea
- Clelea monotona
- Clelea nigroviridis
- Clelea parabella
- Clelea plumbeola
- Clelea pravata
- Clelea refulgens
- Clelea sachalinensis
- Clelea sapphirina
- Clelea separata
- Clelea simplex
- Clelea simplicior
- Clelea sinica
- Clelea stipata
- Clelea syfanicum
- Clelea syriaca
- Clelea tokyonella
- Clelea variata
- Clelea yunnana